# Episema rosea
Episema rosea là một loài bướm đêm trong họ Noctuidae.